# 어우연
어우연(1967년 1월 31일~)은 대한민국의 알파인 스키 선수로, 1984년 동계 올림픽에 참가했다.